# George Botsford

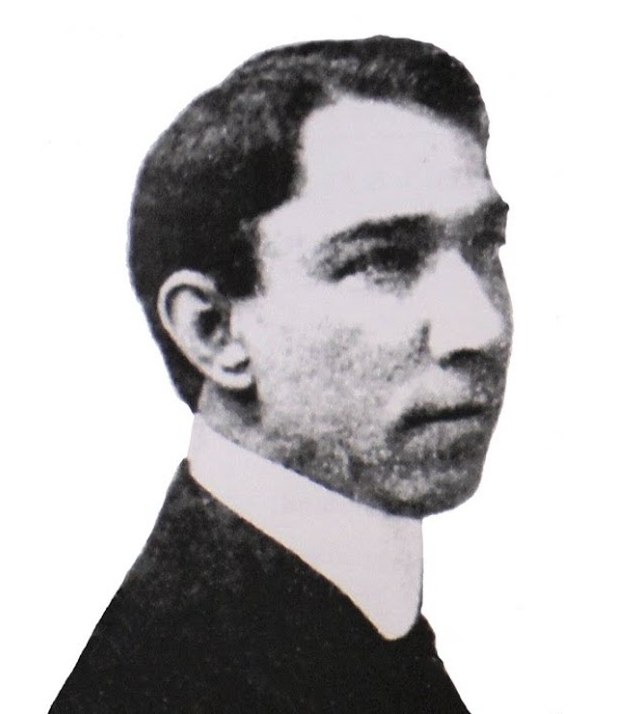
George Botsford in 1911

George Botsford (Sioux Falls, South Dakota, 24 februari 1874 - New York, 11 februari 1949) was een Amerikaanse componist van ragtimes en nummers in andere muziekstijlen.

## Biografie
Botsford groeide op in Iowa. Zijn eerste compositie was de in 1899 in Centerville gepubliceerde The Katy Flyer – Cake Walk. Zijn bekendste rag is de Black and White Rag, die in 1908 uitkwam.
Botsford ging naar New York en werd daar Tin Pan Alley-componist. In 1914 en 1915 experimenteerde hij met de 'Mini opera', een werk dat door drie of vier personen moest worden gezongen, maar het idee sloeg niet aan. Na een lange loopbaan overleed de componist in 1949 in New York.

## Composities
- 1899: The Katy Flyer – Cake Walk
- 1906: Dance of the Water Nymphs
- 1906: In Dear Old Arizona
- 1907: Pride of the Prairie
- 1908: Klondike Rag
- 1908: Black and White Rag
- 1909: Old Crow Rag
- 1909: Wiggle Rag
- 1909: Texas Steer Rag
- 1909: Pianophiends Rag
- 1910: Grizzly Bear Rag
- 1910: Chatterbox Rag

- 1911: Honeysuckle Rag
- 1911: Honey Girl
- 1911: Hyacinth
- 1911: Royal Flush
- 1912: Eskimo Rag
- 1913: Buck-Eye Rag
- 1913: Incandescent Rag
- 1913: Universal Rag
- 1913: Rag, Baby Mine
- 1913: Sailing Down the Chesapeake Bay
- 1916: Boomerang Rag
- 1916: On the Old Dominion Line